# Церковь Святого Антония (Поставы)
Церковь Святого Антония Падуанского (бел. Касцёл Святога Антонія Падуанскага) — католический храм в городе Поставы, Республика Беларусь. Относится к Поставскому деканату Витебского диоцеза. Памятник архитектуры в стиле неоготика, построен в 1898—1904 годах. Храм включён в Государственный список историко-культурных ценностей Республики Беларусь, освящён во имя святого Антония Падуанского. Расположен по адресу: ул. Набережная, д.6.

## История
Католический приход в Поставах был образован в 1516 году, когда здесь был построен деревянный костёл Божьей Матери.
В 1516 году собственник Постав Юрий Зенович со своими сыновьями основал костёл Божьей Матери. В описании Виленского епископства, совершенного прелатом Яном Альбиной в 1522 году, упоминается и церковь в Поставах, но еще не освящен. По просьбе священника Николая Вайтешина сыновья Юрия Зеновича в 1522 году внесли пожертвование.
Во время русско-польской войны 1654—1657 годов храм был полностью уничтожен.

В инвентаре имения Поставы князя Альбрехта Владислава Радзивила за 1628 год рассказывается следующее: 
"Местечко Поставы. Вначале деревянный костел со всем необходимым инвентарем и плебания возле него, корчма с белой избой и пекарней, обшитой драницей, на улице, что идет от Заречья, церковь во имя святого Николая со всем инвентарем". 
В 1640 году королевский секретарь Станислав Беганский выступил инициатором основания францисканского монастыря в Поставах. Монастырь и храм при нём были построены в крутой излучине реки Мяделки.
В 1760 году костел был уничтожен пожаром.
В 1784 году в Поставах действовал новый деревянный костел с двумя башнями.
После восстания 1830 года монастырь был закрыт, остатки монастырской церкви разобрали.
В 1886 году настоятелем Поставского прихода Дисненского деканата был ксендз Станислав Высоцкий.

### Костел Святого Антония Падуанского
На месте бывшей монастырской церкви по проекту архитектора Артура Гойбеля в 1898—1904 годах (по другим данным в 1880—1887 годах) было возведено современное неоготическое здание из красного кирпича. Строительство велось на фундаменте старой церкви монастыря, однако новая церковь сориентирована по линии север-юг, в то время как старая имела традиционную ориентацию восток-запад. Новый храм получил имя святого Антония Падуанского.
В 1915 году настоятелем Поставского костела Надвилейского деканата был Иосиф Крауялис.
Во время Первой мировой войны костёл был сильно повреждён, существенные повреждения получили своды, кровля, окна, двери; уничтожены металлическая ограда вокруг храма, орган, главный алтарь и амвон.
После войны Поставы оказались в составе Польши, храм был отреставрирован.
В 1939 году Поставы вошли в состав БССР. Последний настоятель ксендз Болеслав Мацеевский был арестован и погиб в сталинских лагерях.
В 1942 году нацисты расстреляли священника Бронислава Матиевского, который был местным настоятелем с 1935 года (около костёла сейчас находится его символическая могила).
После Второй мировой войны в 1959 году костёл закрыли, вначале использовался как складское помещение, затем было приспособлено под промышленное предприятие — завод «Белит».
В 1988 году церковь Антония Падуанского была возвращена католическому приходу. После длительной реставрации храм был открыт для богослужений. Окормляют приход священники из Конгрегации священников Святейшего Сердца Иисуса.

## Архитектура
Церковь относится к типу трёхнефной базилики с пятигранной апсидой, поперечным трансептом и двумя боковыми ризницами. Корабль храма и рукава трансепта накрыты высокой двускатной черепичной крышей. Над перекрестьем центрального нефа и трансепта расположен небольшой шпиль. Главная архитектурная доминанта церкви — четырёхгранная колокольня с гранёным шпилем над центральной частью главного фасада.